# Owner of a Lonely Heart
Az Owner of a Lonely Heart a 90125 című Yes-lemez első száma, melyet Jon Anderson, Chris Squire, Trevor Rabin és Trevor Horn írt. Később az együttes egyik leghíresebb dalává vált, óriási sikerét az bizonyítja legjobban, hogy 12 alkalommal jelent meg kislemezen, a 90125 kiadása után szinte minden turnén felhangzott, s két hétig vezette a Billboard Hot 100 listát.

## Kislemezek
| Év   | Kislemez                                                                                              | Régió                   | Formátum                  |
| ---- | --- | ----------------------- | ------------------------- |
| 1983 | Owner of a Lonely Heart / Our Song                                                                    | US, GE, JP, CA, BRA, AU | 7 vinyl és 7 Picture Disc |
| 1983 | Owner of a Lonely Heart / Owner of a Lonely Heart                                                     | SP                      | ?                         |
| 1983 | Owner of a Lonely Heart (Red and Blue remix verzió) / Owner of a Lonely Heart                         | US                      | 12" kislemez              |
| 1983 | Owner of a Lonely Heart (Red and Blue remix verzió) / Owner of a Lonely Heart (Remix verzió)/Our Song | UK, US                  | 12" kislemez              |
| 1983 | Owner of a Lonely Heart / Leave It                                                                    | US                      | 7                         |
| 1984 | Owner of a Lonely Heart / Our Song                                                                    | PE                      | ?                         |
| 1985 | Owner of a Lonely Heart / Leave It                                                                    | US                      | ?                         |
| 1991 | Owner of a Lonely Heart / Owner of a Lonely Heart (Wonderous Mix)                                     | GE                      | 7 vinyl                   |
| 1991 | Owner of a Lonely Heart (4 különböző remix verzió)                                                    | GE, UK                  | 12", CD kislemez          |
| 1991 | Owner of a Lonely Heart / Owner of a Lonely Heart (808 Remix)                                         | UK                      | ?                         |
| 1991 | Owner of a Lonely Heart / Make It Easy                                                                | UK                      | 7" bakelit                |
| 1991 | Owner of a Lonely Heart és Close to the Edge                                                          | GE                      | CD kislemez               |

## Videóklip
Az Owner of a Lonely Heart videóklipjét, melyet Peter Christopherson rendezett, több alkalommal is leadták az MTV-n.

## Közreműködő zenészek
- Jon Anderson – ének
- Chris Squire – basszusgitár, vokál
- Trevor Rabin – gitár, szintetizátor, vokál
- Tony Kaye – szintetizátor
- Alan White – dob, ütőhangszerek, vokál

## Megjelenése a populáris kultúrában
- 1984-ben egy Nissan 280ZX reklámban volt hallható.
- “Weird Al” Yankovic Dare to Be Stupid című albumának a Hooked on Polkas című számában hangzik fel a refrénje.
- A Grace klinika című TV-sorozat egyik részének Owner of a Lonely Heart a címe (minden rész egy dalról lett elnevezve).
- A kanadai szappanopera, a „Degrassi: The Next Generation” egyik része a dal után lett elnevezve, a sorozat híres arról, hogy a címeket az 1980-as évek sikerszámairól veszik.
- A GTA: Vice City videójáték tracklistáján is szerepet kapott.
- A 2006-os Szakíts, ha bírsz című filmben John Michael Higgins karaktere énekli a számot.
- A dal felhangzik az Everybody Hates Chris „Everybody Hates the Class President” című epizódjában.
- A Grizzly Bear indie rock-együttes 2006-os Sorry for the Delay című albumán a brooklyni együttes feldolgozásában hallható az Owner of a Lonely Heart.
- A suffolki rockegyüttes, az „A" is felvette a számot, és megjelentették Summer on the Underground kislemezük B-oldalán.
- Frank Zappa 1984-es és 1988-as turnéján egyfajta paródiaként rendszeresen a dal fő riffjére szólózott a Bamboozled By Love című számban – megjelent a You Can’t Do That on Stage Anymore Vol. 3 című CD-n (Ugyanebben a változatban hallható a dal Dweezil Zappa Return Of The Son Of... című koncertlemezén [2010]).

## Külső hivatkozások
- Dalszöveg
- Koncertfelvétel 1991-ből a YouTube-on
- Videóklip a YouTube-on
- Jon Anderson-Owner of a Lonely Heart koncertfelvétel a YouTube-on
- Max Graham vs Yes videóklip a YouTube-on
- MP3